# When We Are Together
When We Are Together is een nummer van de Britse band Texas uit 1999. Het is de derde en laatste single van hun vijfde studioalbum The Hush.
"When We Are Together" bereikte een bescheiden 17e positie in thuisland het Verenigd Koninkrijk. In Nederland kwam het tot de 17e positie in de Tipparade, en in Vlaanderen tot een 15e plek in de Tipparade. Hiermee was het net iets minder succesvol dan voorgangers In Our Lifetime en Summer Son.